# Formigueret d'aiguamoll
El formigueret d'aiguamoll (Formicivora acutirostris) és una espècie d'ocell de la família dels tamnofílids (Thamnophilidae).

## Hàbitat i distribució
Habita zones boscoses del sud-est del Brasil.

## Taxonomia
Descrit en època recent va ser ubicat al gènere monotípic Stymphalornis Bornschein, Reinert et Teixeira, 1995, fins que estudis posteriors van propiciar l'inclussió al gènere Formicivora
Alguns autors han considerat la població a l'est de São Paulo una espècie de ple dret:
- Formicivora paludicola Buzzetti, Belmonte-Lopes, Reinert, Silveira et Bornschein, 2013 - formigueret de São Paulo